# Virbia phalangia
Virbia phalangia är en fjärilsart som beskrevs av George Francis Hampson 1920. Virbia phalangia ingår i släktet Virbia och familjen björnspinnare. Inga underarter finns listade i Catalogue of Life.